# ユナイテッド・ラグビー・チャンピオンシップ
ユナイテッド・ラグビー・チャンピオンシップ（英: United Rugby Championship、略称: URC ）は、北アイルランドを含むアイルランド・ウェールズ・スコットランド・イタリア・南アフリカ共和国のプロチームが参加しているラグビーユニオンの競技会。
2001年に「ケルティック・リーグ」として創設され、途中「プロ14」などへの改称を経て現在に至る。プレミアシップ・ラグビー（イングランド）、トップ14（フランス）と並んでヨーロッパのラグビーユニオンにおいて地位が高い大会の一つであり、上位チームはヨーロピアンラグビーチャンピオンズカップへの参加資格を得られる。
直近2025-26大会は、 2025年9月26日から2026年6月14日まで開催。

## 大会名
詳細は後述「結果」「沿革」を参照。
- 2001年-2011年：ケルティック・リーグ (Celtic League）[4]
- 2011年-2017年：プロ12（Pro12）[5]
- 2017年-2021年：プロ14（Pro14）[6]
- 2021年：プロ14レインボーカップ（Pro14 Rainbow Cup）[7][8][9]
- 2021年-現在：ユナイテッド・ラグビー・チャンピオンシップ（United Rugby Championship）[10][11]

## 冠スポンサー
2024-25大会現在、以下のように冠スポンサーの名称が大会名に付く。
- アイルランド・ウェールズ・スコットランド・イタリア：BKT ユナイテッド・ラグビー・チャンピオンシップ（BKT United Rugby Championship）- BKTは産業機械用タイヤメーカー[12][13]。
- 南アフリカ共和国：ボーダコム・ユナイテッド・ラグビー・チャンピオンシップ（Vodacom United Rugby Championship）- ボーダコムは南アフリカ共和国の携帯電話事業者[14]。

他の年次の冠スポンサーは、後述「結果」「沿革」を参照。

## 関連大会
大会上位7チームには、半年後に開催されるヨーロピアンラグビーチャンピオンズカップへの出場権が与えられる。8位チームには出場権が与えられない。その代わりに、下位リーグである「EPCRチャレンジカップ」の優勝チームに出場権が与えられる。
|          | ヨーロッパ6か国 および 南アフリカ共和国 ほか ・ |                                            |                                            |                                                                         | |
| 上位大会 | ヨーロピアンラグビー・チャンピオンズカップ      | ヨーロピアンラグビー・チャンピオンズカップ | ヨーロピアンラグビー・チャンピオンズカップ | ヨーロピアンラグビー・チャンピオンズカップ                              | ヨーロピアンラグビー・チャンピオンズカップ                                                                             |
| 下位大会 | EPCRチャレンジカップ                            | EPCRチャレンジカップ                       | EPCRチャレンジカップ                       | EPCRチャレンジカップ                                                    | EPCRチャレンジカップ                                                                                                   |
|          |                                                 |                                            |                                            |                                                                         | |
|          | イングランド                                    | フランス                                   |                                            | アイルランド・スコットランド・ウェールズ・イタリア・南アフリカ共和国 ・ | アイルランド・スコットランド・ウェールズ・イタリア・南アフリカ共和国 ・                                                |
| 1部大会  | プレム・ラグビー (旧 プレミアシップ・ラグビー)  | トップ14                                   | ユナイテッド・ラグビー・チャンピオンシップ | ユナイテッド・ラグビー・チャンピオンシップ                              | |
|          |                                                 |                                            |                                            |                                                                         | |
| 2部大会  | チャンプ・ラグビー (旧 RFUチャンピオンシップ)   | プロD2                                     |                                            | 各 国内リーグ                                                           | オールアイルランド・リーグ、 スコティッシュ・プレミアシップ、 スーパーラグビー・カムリ、 セリエAエリート、カリーカップ |
| 3部大会  | ナショナルリーグ1                               | シャンピオナ・フェデラル・ナシオナル       |                                            | 各 国内リーグ                                                           | オールアイルランド・リーグ、 スコティッシュ・プレミアシップ、 スーパーラグビー・カムリ、 セリエAエリート、カリーカップ |

## 出場チーム
2025-26シーズン：16チーム
| 出場チームの本拠地の位置 |                                                         |
| グラスゴー・ウォリアーズエディンバラアルスターコナートレンスターマンスタースカーレッツオスプリーズドラゴンズカーディフ アイルランド、スコットランド、ウェールズ | ベネットンゼブレ・パルマ イタリア                       |
| グラスゴー・ウォリアーズエディンバラアルスターコナートレンスターマンスタースカーレッツオスプリーズドラゴンズカーディフ アイルランド、スコットランド、ウェールズ | ブルズライオンズシャークスストーマーズ 南アフリカ共和国 |

| チーム                   | 前季 順位   | 国                   | 本拠地             | ヘッドコーチ | キャプテン | スタジアム                                                      | 収容人数      |
| ------------------------ | ----------- | -------------------- | ------------------ | ------------ | ---------- | --------------------------------------------------------------- | ------------- |
| ベネットン               | 10位        | イタリアの旗         | トレヴィーゾ       |              |            | スタディオ・コムナーレ・ディ・モニゴ                            | 5,000         |
| ゼブレ・パルマ           | 15位        | イタリアの旗         | パルマ             |              |            | スタディオ・セルジョ・ランフランキ                              | 5,000         |
| エディンバラ             | 7位         | スコットランドの旗   | エディンバラ       |              |            | エディンバラ・ラグビー・スタジアム マレーフィールド・スタジアム | 7,800 67,144  |
| グラスゴー・ウォリアーズ | 4位         | スコットランドの旗   | グラスゴー         |              |            | スコッツタウン・スタジアム ハムデン・パーク                     | 7,351 51,866  |
| アルスター               | 14位        | アイルランドの旗     | ベルファスト       |              |            | レイヴンヒル・スタジアム                                        | 18,196        |
| コナート                 | 13位        | アイルランドの旗     | ゴールウェイ       |              |            | ゴールウェイ・スポーツグラウンド                                | 8,129         |
| レンスター               | 1位(優勝)   | アイルランドの旗     | ダブリン           |              |            | RDSアリーナ アビバ・スタジアム                                  | 18,500 51,700 |
| マンスター               | 6位         | アイルランドの旗     | リムリック, コーク |              |            | トモンド・パーク マスグレイヴ・パーク                           | 25,600 8,008  |
| オスプリーズ             | 12位        | ウェールズの旗       | スウォンジー       |              |            | Swansea.comスタジアム ブルワリー・フィールド                    | 20,827 8,000  |
| スカーレッツ             | 8位         | ウェールズの旗       | ラネリ             |              |            | パーク・ア・スカーレッツ                                        | 14,870        |
| ドラゴンズ               | 16位        | ウェールズの旗       | ニューポート       |              |            | ロドニー・パレード                                              | 8,700         |
| カーディフ               | 9位         | ウェールズの旗       | カーディフ         |              |            | カーディフ・シティ・スタジアム                                  | 12,125        |
| ブルズ                   | 2位(準優勝) | 南アフリカ共和国の旗 | プレトリア         |              |            | ロフタス・ヴァースフェルド・スタジアム                          | 51,762        |
| ライオンズ               | 11位        | 南アフリカ共和国の旗 | ヨハネスブルグ     |              |            | エリス・パーク・スタジアム                                      | 62,567        |
| シャークス               | 3位         | 南アフリカ共和国の旗 | ダーバン           |              |            | キングス・パーク・スタジアム                                    | 52,000        |
| ストーマーズ             | 5位         | 南アフリカ共和国の旗 | ケープタウン       |              |            | ケープタウン・スタジアム ダニー・クレイブン・スタジアム         | 55,000 16,000 |
| チーム                   | 国          | 前季 順位            | 本拠地             | ヘッドコーチ | キャプテン | スタジアム                                                      | 収容人数      |

## 結果
「プール戦の1位」は、プール戦において勝ち点（ポイント）が最も多いチーム。
| シーズン | 大会名 | 参加数 | プレーオフで優勝を決める                   | プレーオフで優勝を決める | プレーオフで優勝を決める | 備考                 |
| シーズン | 大会名 | 参加数 | 優勝（回数）                               | 準優勝                   | プール戦の1位            | 備考                 |
| -------- | --- | ------ | ------------------------------------------ | ------------------------ | ------------------------ | -------------------- |
| 2001-02  | ケルティック・リーグ                                                                                                 | 15     | レンスター(1)                              | マンスター               | レンスター               | [ 17 ]               |
| 2002-03  | ケルティック・リーグ                                                                                                 | 16     | マンスター(1)                              | ニース                   | マンスター               | [ 18 ]               |
| シーズン | 大会名 冠スポンサー付き大会名                                                                                        | 参加数 | 総当たり戦で優勝を決める                   | 総当たり戦で優勝を決める | 総当たり戦で優勝を決める | 備考                 |
| シーズン | 大会名 冠スポンサー付き大会名                                                                                        | 参加数 | 優勝（回数）                               | 準優勝                   |                          | 備考                 |
| 2003-04  | ケルティック・リーグ                                                                                                 | 12     | ラネリ・スカーレッツ(1)                    | アルスター               | ‐                        | [ 19 ]               |
| 2004-05  | ケルティック・リーグ                                                                                                 | 11     | オスプリーズ(1)                            | マンスター               | ‐                        | [ 20 ]               |
| 2005-06  | ケルティック・リーグ                                                                                                 | 11     | アルスター(1)                              | レンスター               | ‐                        | [ 21 ]               |
| 2006-07  | ケルティック・リーグ Magners League                                                                                  | 11     | オスプリーズ(2)                            | カーディフ・ブルーズ     | ‐                        | [ 23 ]               |
| 2007-08  | ケルティック・リーグ Magners League                                                                                  | 10     | レンスター(2)                              | カーディフ・ブルーズ     | ‐                        | [ 24 ]               |
| 2008-09  | ケルティック・リーグ Magners League                                                                                  | 10     | マンスター(2)                              | エディンバラ・ラグビー   | ‐                        | [ 25 ]               |
| シーズン | 大会名 冠スポンサー付き大会名                                                                                        | 参加数 | プレーオフで優勝を決める                   | プレーオフで優勝を決める | プレーオフで優勝を決める | 備考                 |
| シーズン | 大会名 冠スポンサー付き大会名                                                                                        | 参加数 | 優勝（回数）                               | 準優勝                   | プール戦の1位            | 備考                 |
| 2009-10  | ケルティック・リーグ Magners League                                                                                  | 10     | オスプリーズ(3)                            | レンスター               | レンスター               | [ 26 ]               |
| 2010-11  | ケルティック・リーグ Magners League                                                                                  | 12     | マンスター(3)                              | レンスター               | マンスター               | [ 27 ]               |
| 2011-12  | プロ12 RaboDirect Pro12                                                                                              | 12     | オスプリーズ(4)                            | レンスター               | レンスター               | [ 30 ]               |
| 2012-13  | プロ12 RaboDirect Pro12                                                                                              | 12     | レンスター(3)                              | アルスター               | アルスター               | [ 31 ]               |
| 2013-14  | プロ12 RaboDirect Pro12                                                                                              | 12     | レンスター(4)                              | グラスゴー・ウォリアーズ | レンスター               | [ 32 ]               |
| 2014-15  | プロ12 Guinness Pro12                                                                                                | 12     | グラスゴー・ウォリアーズ(1)                | マンスター               | グラスゴー・ウォリアーズ | [ 34 ]               |
| 2015-16  | プロ12 Guinness Pro12                                                                                                | 12     | コナート(1)                                | レンスター               | レンスター               | [ 35 ]               |
| 2016-17  | プロ12 Guinness Pro12                                                                                                | 12     | ラネリ・スカーレッツ(2)                    | マンスター               | マンスター               | [ 36 ]               |
| 2017-18  | プロ14 Guinness Pro14                                                                                                | 14     | レンスター(5)                              | ラネリ・スカーレッツ     | グラスゴー・ウォリアーズ | [ 37 ]               |
| 2018-19  | プロ14 Guinness Pro14                                                                                                | 14     | レンスター(6)                              | グラスゴー・ウォリアーズ | グラスゴー・ウォリアーズ | [ 38 ]               |
| 2019-20  | プロ14 Guinness Pro14                                                                                                | 14     | レンスター(7)                              | アルスター               | レンスター               | [ 39 ]               |
| 2020-21  | プロ14 Guinness Pro14                                                                                                | 12     | レンスター(8)                              | マンスター               | レンスター               | [ 40 ]               |
| 年       | 大会名 冠スポンサー付き大会名                                                                                        | 参加数 | 総当たり戦で優勝を決める                   | 総当たり戦で優勝を決める | 総当たり戦で優勝を決める | 備考                 |
| 年       | 大会名 冠スポンサー付き大会名                                                                                        | 参加数 | 優勝（回数）                               | 準優勝                   |                          | 備考                 |
| 2021     | プロ14レインボーカップ Guinness Pro14 Rainbow Cup                                                                    | 12     | ベネットン(地区大会につき優勝回数に含めず) | マンスター               | ‐                        | [ 42 ]               |
| 2021     | プロ14レインボーカップSA Guinness Pro14 Rainbow Cup SA                                                               | 4      | ブルズ(地区大会につき優勝回数に含めず)     | シャークス               | ‐                        | [ 44 ]               |
| 2021     | プロ14レインボーカップ決勝戦 Guinness Pro14 Rainbow Cup Final                                                        | 2      | ベネットン(1)                              | ブルズ                   | ‐                        | [ 46 ] [ 47 ]        |
| シーズン | 大会名 冠スポンサー付き大会名                                                                                        | 参加数 | プレーオフで優勝を決める                   | プレーオフで優勝を決める | プレーオフで優勝を決める | 備考                 |
| シーズン | 大会名 冠スポンサー付き大会名                                                                                        | 参加数 | 優勝（回数）                               | 準優勝                   | プール戦の1位            | 備考                 |
| 2021-22  | ユナイテッド・ラグビー・チャンピオンシップ (南アのみ)Vodacom United Rugby Championship                               | 16     | ストーマーズ(1)                            | ブルズ                   | レンスター               | [ 49 ]               |
| 2022-23  | ユナイテッド・ラグビー・チャンピオンシップ BKT United Rugby Championship (南アのみ)Vodacom United Rugby Championship | 16     | マンスター(4)                              | ストーマーズ             | レンスター               | [ 51 ]               |
| 2023-24  | ユナイテッド・ラグビー・チャンピオンシップ BKT United Rugby Championship (南アのみ)Vodacom United Rugby Championship | 16     | グラスゴー・ウォリアーズ(2)                | ブルズ                   | マンスター               | [ 52 ]               |
| 2024-25  | ユナイテッド・ラグビー・チャンピオンシップ BKT United Rugby Championship (南アのみ)Vodacom United Rugby Championship | 16     | レンスター(9)                              | ブルズ                   | レンスター               | [ 53 ] [ 54 ] [ 55 ] |
| 2025-26  | ユナイテッド・ラグビー・チャンピオンシップ BKT United Rugby Championship (南アのみ)Vodacom United Rugby Championship | 16     |                                            |                          |                          |                      |
| シーズン | 大会名 冠スポンサー付き大会名                                                                                        | 参加数 | 優勝（回数）                               | 準優勝                   | プール戦の1位            | 備考                 |

## 地域トロフィー
2021-22シーズンから、4チームずつ、4つの「地域プール（regional pool）」としてカウントし、各プールでトップになったチームにトロフィー（シールド＝盾）が授与される。スコットランドとイタリアは1つのプールとしてまとめられる。
2022-23シーズンまでの2シーズンは、各優勝チーム（計4チーム）は、次シーズンのヨーロピアンラグビーチャンピオンズカップへの出場権を与えられた。
2023-24シーズンからは、シールド獲得に関係なく、大会全体順位の上位チームがヨーロピアンラグビーチャンピオンズカップへの出場権を持つ。
| シーズン | アイリッシュ・シールド Irish Shield | ウェルシュ・シールド Welsh Shield | サウスアフリカン・シールド South African Shield | / スコティッシュ-イタリアン ・シールド Scottish-Italian Shield | 備考 |
| -------- | ----------------------------------- | --------------------------------- | ----------------------------------------------- | -------------------------------------------------------------- | ---- |
| 2021-22  | レンスター                          | オスプリーズ                      | ストーマーズ                                    | エディンバラ                                                   |      |
| 2022-23  | レンスター                          | カーディフ                        | ストーマーズ                                    | グラスゴー・ウォリアーズ                                       |      |
| 2023-24  | レンスター                          | オスプリーズ                      | ブルズ                                          | グラスゴー・ウォリアーズ                                       |      |
| 2024-25  | レンスター                          | カーディフ                        | シャークス                                      | グラスゴー・ウォリアーズ                                       |      |

## 沿革
1995年にラグビーユニオンがプロ化（オープン化）へ転換して、ハイネケンカップや、スーパーラグビーのルーツとなるスーパー12など、さまざまなプロリーグ創設が始まった。
1999年、ウェールズ協会とスコットランド協会によって、プロクラブチームによるウェルシュ–スコティッシュ・リーグ（Welsh-Scottish League）が始まった。

### ケルティック・リーグ
2001-02シーズンから、ウェルシュ–スコティッシュ・リーグに アイルランドのプロクラブチームが加わり、「ケルティック・リーグ (Celtic League）」が生まれた。これが現在のユナイテッド・ラグビー・チャンピオンシップの始まりとなる。ケルティック（Celtic）とは「ケルト諸語圏」を意味し、ウェールズ、スコットランド、アイルランドが該当する（イングランドは含まない）。15チームが参加した。
2002-03シーズンは16チームに増えたが、翌2003-04シーズンから11チーム、2007-08シーズンからは10チームへと減った。
2006-07シーズンから5シーズンにわたり、冠スポンサーがついた。アイルランドのサイダー会社「Magners Irish Cider」により、「マグナーズ・リーグ（Magners League）」とも呼ばれる。
2010-11シーズンから、ケルト諸語圏以外のイタリア2チーム（ベネットン、アイロニ）が加わり、リーグは10チームから12チームに拡大。

### プロ12
翌2011-12シーズンで、ケルト諸語圏以外からチームが参加していることを反映して、大会名は「ケルティック・リーグ」から「プロ12（Pro12）」に変更された。オンライン銀行サービス「RaboDirect」が3シーズンにわたり冠スポンサーになり、「ラボダイレクト・プロ12（RaboDirect Pro12）」とも呼ばれる。
2012-13シーズンから、イタリアのアイロニに代わり、ゼブレ・パルマが参加。
2014-15シーズンから、ビール会社「Guinness」が冠スポンサーとなり、「ギネス・プロ12（Guinness Pro12）」とも呼ばれる。

### プロ14
2017-18シーズンで、南アフリカ共和国の2チーム（チーターズ、サザン・キングス）が加入し、14チームへと拡大し「プロ14（Pro14）」となる。引き続きGuinnessがスポンサーとなり、「ギネス・プロ14（Guinness Pro14）」とも呼ばれる。プール戦は全21節（各チーム21試合）で、プレーオフは上位6チームによるトーナメントを行う。
2019-20シーズンは、全21節（各チーム21試合）の予定で9月27日から例年どおり始まった。しかし新型コロナウイルス感染症の世界的流行のため2020年3月12日に13節まで行ったところで中断。8月22日に全2節のみの短縮形式で再開し、プレーオフは4チームのみ（準決勝と決勝）に縮小され、9月12日に終了した。
2020-21シーズンは、新型コロナウイルス感染症の世界的流行の影響などのため南アフリカ共和国2チーム（チーターズとサザン・キングス）が参加できず、12チームでの開催。結局、この2チームはその後も復帰しなかった。日程は、例年より5節（各チーム5試合）少ない、全16節（各チーム16試合）とプレーオフ決勝戦1試合のみが行われ、3月で終了した。

### プロ14レインボーカップ（2021年）
2021年4月から6月にかけて、前述のヨーロッパ12チームによる全5節の「プロ14レインボーカップ（Pro14 Rainbow Cup）」を開催。
さらに、前年までスーパーラグビーに所属していた南アフリカ共和国（SA）の4チーム（ブルズ、ライオンズ、シャークス、ストーマーズ）による、全6節の「プロ14レインボーカップSA（Pro14 Rainbow Cup SA）」も、5月から6月にかけて開催。
6月19日に、双方の優勝チームによる決勝戦が行われた。Guinnessによるスポンサードは、この年まで。

### ユナイテッド・ラグビー・チャンピオンシップ
2021-22シーズンから、前述の2つのレインボーカップ参加チームが一緒になり、16チームが参加。リーグ名は「ユナイテッド・ラグビー・チャンピオンシップ（United Rugby Championship）」に変更された。南アフリカ共和国内でのみ冠スポンサーがつき、「ボーダコム・ユナイテッド・ラグビー・チャンピオンシップ（Vodacom United Rugby Championship）」となる。他の国では冠スポンサー無し。
同じく2021-22シーズンから、地域プールでトップになったチームにトロフィー（シールド＝盾）がそれぞれ授与されることになった。地域プールは、(1)アイルランド、(2)ウェールズ、(3)南アフリカ共和国、(4)スコットランド・イタリア の4つ。
2021-22シーズン、2022-23シーズンでは、各優勝チーム（計4チーム）は、次シーズンのヨーロピアンラグビーチャンピオンズカップへの出場権を得る。その4チームを除いた 上位4チームにも、ヨーロピアンラグビーチャンピオンズカップへの出場権が与えられた。
2022-23シーズンから、ヨーロピアンラグビーチャンピオンズカップへの出場権は簡素化され、大会上位7チームに与えられることになった。もう1チームは、下位リーグ「EPCRチャレンジカップ」の優勝チームが出場権を得る。
同じく2022-23シーズンから、産業機械用タイヤメーカー「BKT」が、南アフリカ共和国以外での冠スポンサーとなり、「BKT United Rugby Championship」とも呼ばれる。南アフリカ共和国では、引き続きボーダコム（Vodacom）がスポンサーとなる。
2024-25シーズンの決勝戦（レンスター対ブルズ）が行われたクローク・パーク（アイルランド、ダブリン）の観客数は46,127人となり、2017-18シーズン決勝戦（レンスター対スカーレッツ）での46,092人を上回り、アイルランド開催の決勝戦としては最多となった。

## 過去の参加チーム
- ケルティック・ウォリアーズ（Celtic Warriors） -  ウェールズ, ブリジェンド/ポンティプリッド（2003-2004）[92]
- アイロニ（Aironi Rugby） -  イタリア, ロンバルディア州/エミリア＝ロマーニャ州（2010-2012）[78]
- チーターズ -  南アフリカ共和国, ブルームフォンテーン（2017-2020）[83]
- サザン・キングス -  南アフリカ共和国, ポートエリザベス（2017-2020）[83]